# Aleurothrixus proximans
Aleurothrixus proximans là một loài côn trùng cánh nửa trong họ Aleyrodidae, phân họ Aleyrodinae.
Aleurothrixus proximans được Bondar miêu tả khoa học đầu tiên năm 1923.